# Джозая Біннема
Джозая Біннема (англ. Josiah Binnema, 8 листопада 1997) — канадський плавець. Учасник Чемпіонату світу з водних видів спорту 2017, де посів  37-ме місце на дистанції 50 метрів батерфляєм, 34-те - на 100 метрів батерфляєм і 12-те в естафеті 4x100 метрів комплексом. На Чемпіонаті світу з водних видів спорту 2019 він посів 24-те місце на дистанції 100 метрів батерфляєм.